# Playa de San Juan de la Canal
La playa de San Juan de la Canal se encuentra situada en la localidad de Soto de la Marina, en el municipio de Santa Cruz de Bezana, Cantabria (España). Es una playa encajada, de 600 m de longitud, Su arena es fina y dorada. 
Se accede por la carretera CA-231 hasta Soto de la Marina, y desde el cruce 1,1 km. Dispone de estacionamiento para vehículos rodados y servicio de socorrismo del 20 de junio al 15 de septiembre. 
Se pueden practicar deportes en general pero está prohibido llevar animales.